# Polignac (Haute-Loire)
Polignac é uma comuna francesa na região administrativa de Auvérnia-Ródano-Alpes, no departamento de Alto Loire. Estende-se por uma área de 33,11 km². Em 2010 a comuna tinha 2 896 habitantes (densidade: 87,5 hab./km²).